# Armășeni (Băcești), Vaslui
Armășeni este un sat în comuna Băcești din județul Vaslui, Moldova, România.